# Осипов, Юрий Михайлович
Ю́рий Миха́йлович О́сипов (род 9 сентября 1941, Ростов-на-Дону) — советский и российский экономист, доктор экономических наук, философ хозяйства, историософ, литератор, культуролог, профессор, директор Центра общественных наук при МГУ. Член Союза писателей России. Заслуженный деятель науки Российской Федерации.

## Биография
Родился в Ростове-на-Дону. Окончил экономический факультет МГУ в 1965 году и аспирантуру в 1971 году по кафедре экономики зарубежных стран. В 1973 году защитил кандидатскую, а затем в 1987 году — докторскую диссертацию по теме «Хозяйственный механизм государственно-монополистического капитализма». В 1990 году удостоен звания профессора.
По окончании аспирантуры начал преподавать в МГУ на кафедре политической экономии экономического факультета. В 1984 году назначен заместителем декана. В 2000 году перешёл на должность главного научного сотрудника, профессора кафедры политической экономии.
В декабре 1988 года приказом по МГУ при экономическом факультете была создана Лаборатория сравнительного анализа хозяйственных механизмов, которую возглавил Осипов. В 2000 года она была перепрофилирована в Лабораторию философии хозяйства. Также в 1988 году Осипов создал Центр общественных наук при МГУ, директором которого работал с 1991 по 2016 год, а затем возглавил Научный совет реорганизованного центра.
В 1999 году основал журнал «Философия хозяйства», главным редактором которого остаётся до настоящего времени
В 2004 году стал членом Союза писателей России. В том же году Осипову присвоено почётное звание «Заслуженный деятель науки Российской Федерации».